# Adrienne Mesurat (romanzo)
Adrienne Mesurat è un romanzo di Julien Green, pubblicato in Francia nel 1927; fu riedito nel 1986 con una prefazione dell'autore. Nel 1928 vinse il Premio Paul Flat dell'Académie Française e il Premio Femina inglese.
È stato tradotto in inglese, norvegese, polacco, giapponese, finlandese, turco, olandese, ceco, ungherese, portoghese, spagnolo, tedesco, oltre che in italiano.

## Trama
La vicenda è ambientata nel 1908 e si svolge in un sobborgo di Parigi. Qui vive la famiglia Mesurat, costituita da Adrienne (18 anni), la sorella Germaine (35 anni) e il padre Antoine, sessantenne, in una villa circondata da un vasto giardino. Il desiderio di un ambiente di campagna aveva suggerito al signor Mesurat la costruzione della Villa dei Carpini, ove ritirarsi dopo una vita passata a fare il maestro di scuola. Ma in tal modo, egli costringeva le figlie a subire un duro e innaturale isolamento.
Pressoché estranei l'uno all'altro, i Mesurat arrivano ad una crisi, allorché Germaine decide di lasciare la casa e di farsi accogliere in un luogo di cura, perché malata inguaribile. In questa circostanza, il padre, senza motivazioni o prove, ma guidato da un istinto egoista ed egocentrico,  accusa Adrienne di aver favorito la "fuga" di Germaine, dimostrando di non voler comprendere le sue figlie, di non tener in alcun conto le loro ragioni, i loro sentimenti.
Abbandonata a se stessa, Adrienne si innamora di un vicino di casa, un medico assai povero, con cui non ha mai parlato. Il dottor Denis Maurecourt è vedovo con un figlio e Antoine Mesurat, quando si accorge di tale sentimento, provoca ancor più la figlia che, ignara della propria forza, lo getta dalle scale, uccidendolo.
La fanciulla, sempre più alla deriva, finisce col rivolgersi allo stesso dottor Maurecourt e gli confessa il suo amore e il non premeditato delitto di cui si è resa responsabile. Ma, nonostante la sincera comprensione del dottore, Adrienne è ormai al di là della possibilità di un recupero e sprofonda progressivamente nella follia e nell'annullamento di sé.

## Produzione cinematografica
Il romanzo è stato trasposto sullo schermo in:
- Adrienne Mesurat – film TV del 1953 diretto da Marcel L'Herbier[16]
- Adrienne Mesurat – film TV del 1969 diretto da Oscar Fritz Schuh[17]

## Edizioni italiane
- Adriana Mesurat trad. di Febina Castelnovo, Il Sagittario, Roma 1945.
- Adriana Mesurat , trad. Renato Arienta, Collezione Il divano. Narratori moderni n.9, Milano, Gentile Editore, 1945.
- Adriana Mesurat, trad. di Arturo Tofanelli,[18], Collana Medusa n.225, Milano, Arnoldo Mondadori Editore, 1949; Collana Gli Oscar settimanali n.112, Mondadori, 1967; Collana I Capolavori della Medusa, Mondadori, 1970; Milano, Club degli Editori, 1972.
- Adrienne Mesurat, trad. di Arturo Tofanelli, Prefazione dell'Autore tradotta da Luca Carlo Rossi, Collana La Gaja Scienza n.276, Milano, Longanesi, Milano 1986-1989, ISBN 978-88-304-0891-3; Collana Scrittori di tutto il mondo, Milano, Corbaccio, Milano, 1998, ISBN 978-88-797-2304-6.